# Sympistis anweileri
Sympistis anweileri là một loài bướm đêm thuộc họ Noctuidae. Loài này có ở Alberta tới British Columbia tới Montana at altitudes of 2,000 to 8,000 foot.
Loài này có ở các vùng núi non, các thung lũng và các khu rừng khô.
Sải cánh dài 30–36 mm. Con trưởng thành bay từ giữa tháng 7 to cuối tháng 8.